# Kaple svatého Marka (Hrabí)
Kaple svatého Marka v Hrabí je drobná sakrální stavba z 19. století.

## Architektura a vybavení
Drobná podélná stavba s kruhovým závěrem. Krátká hlavní loď je zaklenuta valeně s výsečemi. Na hřebeni střechy se nachází polygonální oplechovaná zvonice s lucernou. Jde o typický příklad lidové architektury, také vybavení obrazy (zejména obraz sv. Marka) a plastikami představuje projev spíše lidové tvořivosti. 